# Sei Putih
Sei Putih is een bestuurslaag in het regentschap Kampar van de provincie Riau, Indonesië. Sei Putih telt 2039 inwoners (volkstelling 2010).